# پاتریک هرمان
پاتریک هرمان (انگلیسی: Patrick Herrmann؛ زادهٔ ۱۲ فوریهٔ ۱۹۹۱) یک بازیکن فوتبال اهل آلمان است که اکنون در پست هافبک برای تیم بروسیا مونشن‌گلادباخ بازی می‌کند.
از تیم‌هایی که در آن بازی کرده‌است می‌توان به تیم ملی فوتبال زیر ۲۱ سال آلمان و تیم ملی فوتبال آلمان اشاره کرد.